# Cholla Slab
Cholla Slab is een geometrisch egyptienne (blokschreef) lettertype uit de lettertypefamilie Cholla, ontworpen door Sibylle Hagmann in de periode 1998-1999 voor de Art Center College of Design. Cholla valt onder licentie bij letteruitgeverij Emigre. Het lettertype is vernoemd naar een soort cactus veelvoorkomend in de Mojave-woestijn.
De lettertypefamilie kenmerkt zich door een consequent ontwerp in zowel schreefloze varianten als sets met schreven, en in verschillende corpsen van de lettersets. Cholla vertoont gelijkenis met het door H. Berthold AG uitgegeven lettertype City uit 1930.
Het ontwerp van lettertype Cholla werd onderscheiden door de Type Directors Club uit New York en door de Association Typographique Internationale (ATypI).